# Sigrid Rüger
Sigrid Damm-Rüger (née en 1939 et morte en 1995 à Berlin) était une célèbre militante et féministe allemande et un auteur universitaire dans le domaine de la recherche sur la formation. Avec son amie Helke Sander elle a contribué « nouveau » mouvement féministe en Allemagne en étant au cœur de l'épisode du coup de tomate de 1968, qui a suivi le discours passionné d'Helke Sander à la conférence des étudiants allemands socialistes en septembre 1968.

## Biographie

### Origines
En 1961, Sigrid Rüger se prépare pour l’enseignement secondaire au Hessenkolleg Frankfurt (de). Dès 1962, elle a présenté au collège une thèse de semestre sur le statut professionnel et les chances des femmes dans l'entreprise commerciale, puis s'est consacrée aux lettres mais également à une représentation théâtrale intense de la pièce de Brecht The Rifles of Mrs. Carrar. Après le lycée, elle commence à étudier le théâtre à Berlin , mais se tourne rapidement vers la politique et la sociologie.

### Le sit-in de 1965
En 1964, Sigrid Rüger est élue porte-parole étudiante de la Faculté des arts et un an plus tard porte-parole du "Sénat universitaire", groupe d'experts uniquement composé de vieux professeurs. Au lieu de se contenter du rôle de jolie porte-parole, Sigrid Rüger  demande la participation des étudiants et organise pour cela le premier sit-in de l'histoire universitaire allemande. Le recteur a appelé la police qui a porté l'un après l'autre les étudiants, dans une scène amusante.
Ainsi, Sigrid Rüger était membre du SDS et faisait partie du mouvement étudiant de Berlin-Ouest depuis le milieu des années 1960, occupant une place de choix dans la politique de l'enseignement supérieur, parfois considérée comme la plus célèbre des étudiants. En raison de la lourde charge de la double fonction durant cette période, elle a ensuite été autorisée à prendre ses fonctions à plein temps en tant que représentante élue des étudiants, mais a continué à participer activement aux débats politiques. Elle était ensuite liée aux activités du groupe de femmes féministes affilié au SDS fondé en 1968 , dont les revendications ont été officiellement communiquées à Helke Sander lors de la conférence des délégués du SDS tenue le 13 mai 1968 à Francfort.

### L'héroïne duCoup de tomate de 1968
Le 13 septembre 1968, Helke Sander  est la seule femme autorisée à prendre la parole lors de la conférence des délégués du SDS. Les hommes ont toujours les cheveux courts, se lèvent pour chanter l'Internationale, tandis que les quelques femmes dans la salle, pour une bonne part les fiancées des dirigeants, portent des minijupes. Le discours d'Helke Sander dénonce dans le SDS "une structure patriarcale" et estime qu'il faut politiser les sujets privés, comme le partage des tâches ou la difficulté d’achever l’orgasme, à côté du discours traditionnel de lutte de classes, mais aussi "favoriser l’éducation collective des enfants dans les crèches". Au cours du déjeuner, les femmes veulent surenchérir. À l'heure du café, son discours se termine. Comme prévu, l’intervention de Helke terminée, les hommes proposaient de reporter le sujet car « ils n’étaient pas préparés à la discussion". « Est-ce qu'il t'est déjà arrivé de t'interroger sur le rôle des femmes ? » demande-t-elle au président  et théoricien en chef du SDS, qui s'exprime à l'estrade. Krahl rit et répond : « Je vais y réfléchir. » Puis il poursuit son discours entamé sans plus s'occuper de l'intervention de Rüger. Quand le président du SDS, Hans-Jürgen Krahl , se mit debout, Sigrid Rüger se dit : maintenant ou jamais ! ». En robe verte et très enceinte, elle empoigne le sac de six tomates qu'elle a achetées pour sa soupe du soir et les lance, une par une, sur Hans-Jürgen Krahl, en criant “contre-révolutionnaire… agent de l’ennemi de classe”,. Krahl qui est touché à la clavicule. » Les autres femmes présentes dans la salle la soutiennent et ce geste devient le symbole de la radicalisation féminine au sein du SDS. Une télévision est présente et l'événement est mis en exergue immédiatement par toute la presse. Revers de la médaille, cet épisode contribue aussi à l'affaiblissement du SDS puis sa disparition au cours de l'hiver 1969-1970, la direction étant écartelée entre les anti-impérialistes marxistes durs et les anti-autoritaires qu'avait su écouter les derniers présidents.

### Le choix de privilégier sa carrière scientifique
Les historiens estiment que le mouvement des femmes s'est ensuite diffusé en 1971 de l'environnement étudiant vers d'autres couches de la société, lors du mouvement pour la légalisation de l'avortement. a fait très tôt le choix de privilégier sa carrière scientifique et le mouvement des femmes. Elle a choisi de ne pas prendre de responsabilités politiques. Professionnellement, elle a travaillé à l' Institut fédéral de la formation professionnelle à Berlin, plus récemment sur le thème des compétences sociales. Elle a ensuite publié en tant qu'auteur et éditeur d'une série de documents dans le domaine de la recherche en formation professionnelle, en particulier la formation et le développement des femmes.
En 1995, elle est morte d'un cancer à Berlin. Lors de l'enterrement dans le cimetière Wilmersdorf des femmes, en reconnaissance de l'importance de son action pour le mouvement des femmes en Allemagne, ont déposé sur sa tombe une couronne avec des tomates.